# Karin Miyawaki
Karin Miyawaki (født 1997) er en japansk fægter, der specialiserer sig i fleuret.
Hun repræsenterede Japan ved sommer-OL 2024 i Paris, hvor hun vandt bronze i holdkonkurrencen.